# ZiS-2 57mm対戦車砲

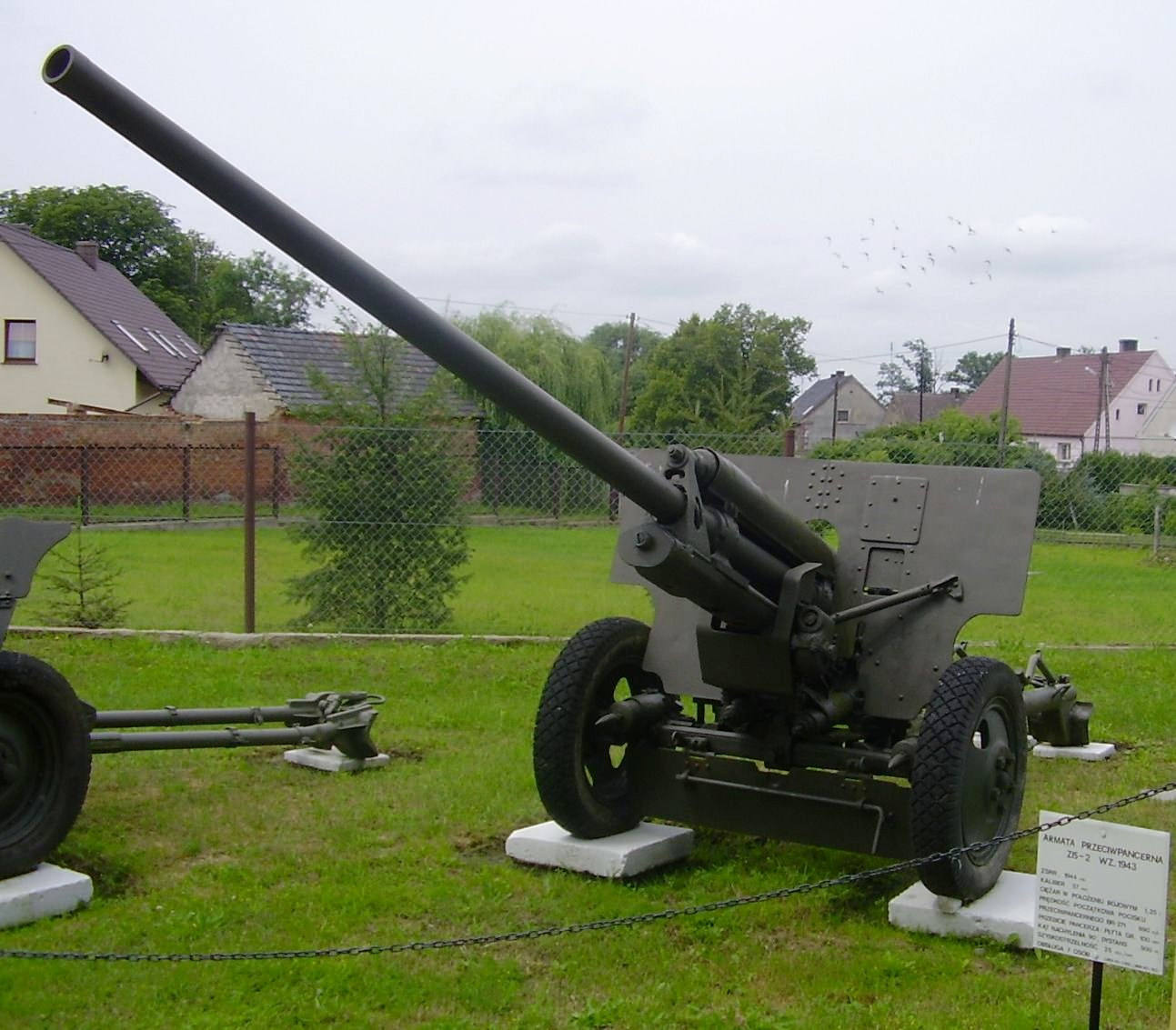
ZiS-2 57mm対戦車砲

M1941 57mm対戦車砲（ZiS-2）（露：57-мм противотанковая пушка образца 1941 года （ЗИС-2）は、第二次世界大戦中にソビエト連邦が使用した対戦車砲である。

## 開発
1940年、ソビエト連邦は従来の53-K 45mm対戦車砲よりも強力な対戦車砲の開発を開始した。1940年5月には砲が完成し、1941年に制式採用されて量産が開始された。同年6月に大祖国戦争が勃発し、ZiS-2は12月のモスクワ防衛戦に投入された。
当時のドイツの主力戦車であったIII号戦車やIV号戦車は、ZiS-2でなければ太刀打ちできないほどの重装甲ではなく、ZiS-2の小口径長砲身は生産コストが高くついたため、生産は1941年中に371門で打ち切られたが、砲架はZiS-3 76mm野砲に流用されながら生産が続行された。
しかし、1942年末にドイツが開発した重装甲のティーガーI重戦車と、T-34にならって傾斜装甲を取り入れたパンター中戦車に対してはM-42 45mm対戦車砲では歯が立たず、ZiS-3でも側面か正面でも300mほどの至近距離からでなければ対抗できなかった。このため、ソ連国家防衛委員会は、ZiS-2を1943年6月15日にM1943 57mm対戦車砲として、また、戦車砲型のZiS-4MをT-34-57駆逐戦車用として量産再開を指示、前者は終戦までに9,645門が製造された。しかし、新たなZiS-2で編成された部隊が前線に到着したのは同年7月27日のことで、クルスク戦には間に合っていない。
小口径対戦車砲の存在価値が大きく低下したため、1950年代半ばには陸軍から退役したが、空挺軍ではより長い間運用が続けられた。

## 概要
ZiS-2は、復座時に開放と排莢を行い、弾薬装填時に閉鎖する半自動式尾栓を採用しており、これによって1分あたり最大25発の連射速度を確保している。また、砲架の車軸にはコイルスプリング式サスペンションを装備しているため、最高で時速50km、不整地でも時速10kmの高速で牽引が可能である。
さらに、ZiS-2をT-20 コムソモーレツ装甲牽引車の車体に搭載したZiS-30対戦車自走砲も製作されている。

## スペック
- 口径：57mm
- 全長：7.03m
- 重量：1,250kg
- 砲身長：4,160mm（73口径）
- 仰俯角：-5°~+25°
- 左右旋回角：56°
- 発射速度：25発/分（最大）
- 射程：8,400m
- 生産期間：1941年、1943年-?年
- 生産総数：10,016門